# BEP Empire/Get Original
BEP Empire/Get Original – pierwszy singel amerykańskiej grupy Black Eyed Peas promujący drugi album studyjny Bridging the Gap. Premiera miała miejsce w 2000 roku. 